# Lối sống Mỹ
Lối sống Mỹ là một lối sống độc nhất vô nhị của người dân Hoa Kỳ. Đó là những đặc tính dân tộc gắn chặt với ba quyền cơ bản "Quyền được sống, quyền tự do và quyền mưu cầu hạnh phúc". Vị trí trung tâm của lối sống Mỹ chính là Giấc mơ Mỹ mà sự thay đổi đi lên thì bất kỳ người Mỹ nào cũng có thể thực hiện được thông qua sự làm việc chăm chỉ. Khái niệm này được quyện chặt với khái niệm Sự phi thường của nước Mỹ, một niềm tin vào nền văn hóa độc nhất của đất nước.
Tác giả William Herberg đề xuất định nghĩa như sau:
Lối sống Mỹ mang tính cá nhân chủ nghĩa, năng động và thực dụng. Nó khẳng định giá trị và phẩm giá cao nhất của cá nhân; nó nhấn mạnh hoạt động không ngừng ở vai trò của anh ta, với anh ta thì không bao giờ ngừng nghỉ nhưng luôn luôn cố gắng cật lực để "tiến bộ"; nó vạch rõ một đạo lý về sự tự lực cánh sinh, công lao và nghị lực, và nó đánh giá bằng thành tựu: "chiến công, chứ không phải tín điều" là những gì được tính đến. "Lối sống Mỹ" mang tính nhân đạo, "liên quan đến tương lai", lạc quan. Người Mỹ dễ dàng là dân tộc hào phóng và nhân ái nhất thế giới, theo quan điểm về sự phản ứng sẵn sàng và hào phóng của họ đến bất kỳ nơi nào còn đau khổ trên quả địa cầu này. Người Mỹ tin vào sự tiến bộ, sự tự cải tiến và đúng là say mê trong giáo dục. Nhưng trên hết, người Mỹ là những người duy tâm. Họ không thể tiếp tục kiếm ra tiền hoặc đạt được thành công về vật chất một cách đơn giản dựa riêng trên tính chất đúng luật; những thứ "thực dụng" này trong tâm trí người Mỹ phải chính đáng trong điều kiện "cao hơn", theo ngôn ngữ của "phục vụ" hay "trách nhiệm quản lý" hay "phúc lợi chung"... Và vì duy tâm như thế, nên người Mỹ có xu hướng bảo thủ; họ thiên về nhìn tất cả mọi vấn đề theo cách rõ ràng và đơn giản, trắng và đen, các vấn đề về đạo đức.— William Herberg, Protestant, Catholic, Jew: an Essay in American religious sociology (Tín đồ đạo Tin Lành, Công giáo, Do Thái: một bài luận trong ngành xã hội học tôn giáo nước Mỹ)

Bức ảnh chụp tại thành phố Louisville, tiểu bang Kentucky năm 1937 của nhiếp ảnh gia Margaret Bourke-White có tên là There's no way like the American Way (Không một phong cách nào giống như Lối sống Mỹ

Một nhà bình luận chỉ ra rằng: "Nửa đầu bài phát biểu của Herberg vẫn tin là đúng trong gần nửa thế kỷ sau cái lần đầu tiên anh ta trình bày", mặc dù "lời xác nhận mới đây của Herberg rất gay gắt nếu như không bị suy yếu hoàn toàn... chủ nghĩa duy vật không còn cần thiết phải hợp lý hóa trong điều kiện khoa trương, rỗng tuếch".
Trong Báo cáo Thường niên năm 1999 của Cục lưu trữ Văn thư và Tài liệu hồ sơ Quốc gia, chuyên viên John W. Carlin viết rằng: "Chúng ta khác biệt vì chính phủ của chúng ta và lối sống của chúng ta không dựa trên quyền lợi thần thánh của nhà vua, đặc quyền thừa kế của tầng lớp tinh hoa hay sự cưỡng ép phải chiều theo kẻ độc tài. Mà là dựa trên giấy tờ, Hiến chương Tự do - bản Tuyên ngôn khẳng định nền độc lập của chúng ta, dựa trên Hiến pháp đã tạo nên chính phủ của chúng ta, và dựa trên Tuyên ngôn nhân quyền đã xác lập nên quyền tự do của chúng ta."